# 埃斯卡苏协议

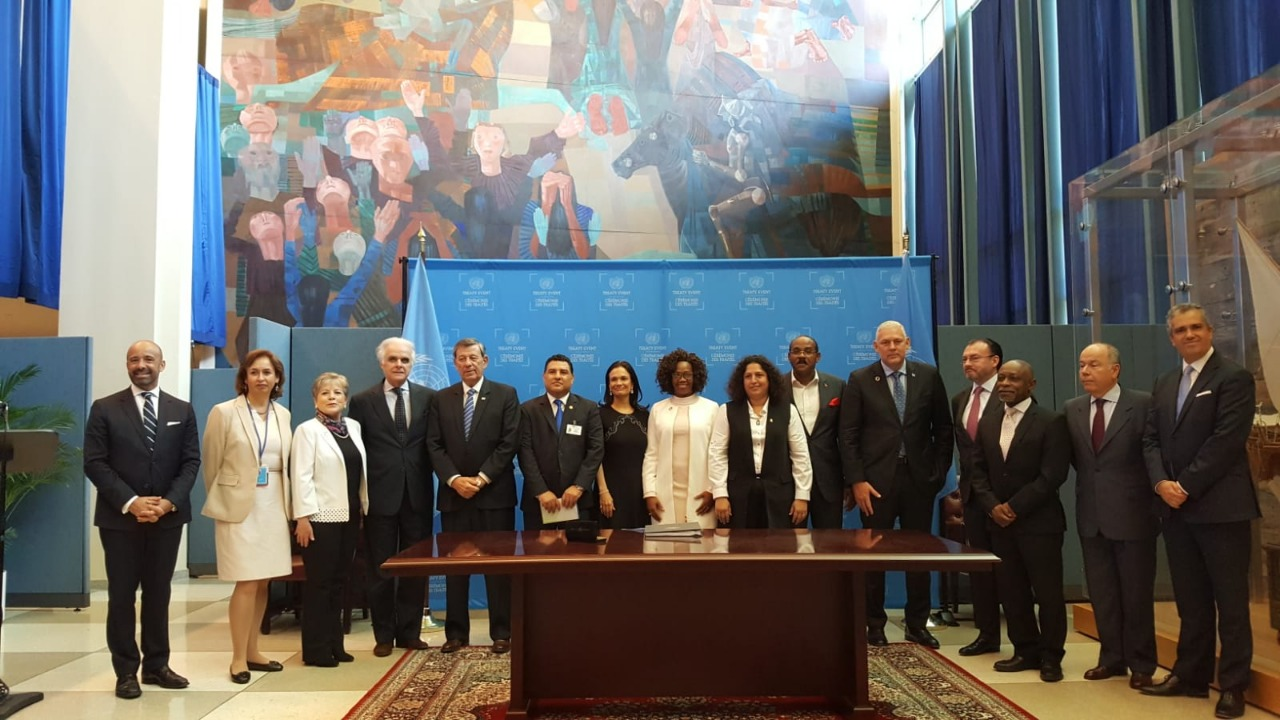
埃斯卡苏协议於2018年9月27日簽署

埃斯卡苏协议（西班牙語：Acuerdo de Escazú）全稱為拉丁美洲和加勒比地區國家在環境議題上獲得資訊、公共參與和正義宣言，是24個拉丁美洲與加勒比地區國家簽署的環境協議，內容為關於環境議題資訊的取得、大眾對環境政策制定的參與、環境正義以及保障現今與未來世代的健康環境權 。24個簽署國中已有安提瓜和巴布达、阿根廷、玻利維亞、厄瓜多尔、圭亚那、墨西哥、尼加拉瓜、巴拿马、圣文森特和格林纳丁斯、聖克里斯多福及尼維斯、圣卢西亚和乌拉圭等12國批准了此協議。此協議源於2012年的聯合國可持續發展會議，草案於2015年至2018年制定，於2018年9月27日簽署，開放簽署期間至2020年9月26日為止，2021年1月21日批准協議的國家超過協議規定的門檻（11國），協議於2021年4月22日生效。
埃斯卡苏协议是拉丁美洲與加勒比地區第一個關於環境的公約，也是世界首個保障環境運動人士權益的公約，協議要求簽署國將環境議題的資訊與環境政策制定的過程對公眾開放，並提供環保人士法律保護。
有評論指巴西總統雅伊爾·博索納羅並不關心環境與人權議題，不認為巴西會批准此協議，環保人士遇害身亡人數居高不下的哥倫比亞也尚未批准此協議。

## 簽署國
| 成員國         | 簽署日         | 批准日        |
| -------------- | -------------- | ------------- |
| 安地卡及巴布達 | 2018年9月27日  | 2020年3月4日  |
| 阿根廷         | 2018年9月27日  | 2021年1月22日 |
|                | 2020年9月24日  | 2023年3月7日  |
| 玻利维亚       | 2018年11月2日  | 2019年9月26日 |
| 巴西           | 2018年9月27日  |               |
| 智利           | 2022年3月8日   | 2022年6月13日 |
| 哥伦比亚       | 2019年12月11日 |               |
|                | 2018年9月27日  |               |
| 多米尼克       | 2020年9月26日  |               |
|                | 2018年9月27日  | 2020年5月21日 |
| 格瑞那達       | 2019年9月26日  | 2023年3月20日 |
|                | 2018年9月27日  |               |
|                | 2018年9月27日  | 2019年4月18日 |
| 海地           | 2018年9月27日  |               |
| 牙买加         | 2019年9月26日  |               |
| 墨西哥         | 2018年9月27日  | 2021年1月22日 |
| 尼加拉瓜       | 2019年9月27日  | 2020年3月9日  |
| 巴拿马         | 2018年9月27日  | 2020年3月10日 |
| 巴拉圭         | 2018年9月28日  |               |
| 秘魯           | 2018年9月27日  |               |
|                | 2018年9月27日  |               |
|                | 2019年7月12日  | 2019年9月26日 |
| 圣基茨和尼维斯 | 2019年9月26日  | 2019年9月26日 |
| 圣卢西亚       | 2018年9月27日  | 2020年12月1日 |
| 乌拉圭         | 2018年9月27日  | 2019年9月26日 |